# Srstín krysí
Srstín krysí, nebo také srstín Rafflesiův (Echinosorex gymnura), je druh velkého hmyzožravce z čeledi ježkovití, jediný druh rodu Echinosorex.

## Výskyt
Srstín krysí je druhem orientální oblasti. Obývá prakticky celé Borneo a Sumatru, některé přidružené ostrovy (Labuan a ostrov Tebing Tinggi blízko Sumatry) a také Malajský poloostrov až po nejjižnější regiony Myanmaru. Výskyt v Singapuru nebyl potvrzen. Přirozeným prostředím bývají tropické pralesy i druhotné lesy, srstín často žije i ve velmi vlhkých oblastech, a to až do nadmořské výšky asi 1 000 metrů. Je schopen tolerovat i určitým způsobem narušená stanoviště, a to včetně obdělávaných ploch.

## Popis
Srstín krysí dosahuje délky těla 26–46 cm, ocas měří 16,5–30 cm. Srstín váží až 2 kg, a patří tak mezi největší druhy hmyzožravců. Tělo je obecně dlouhé a úzké, s dlouhým, pohyblivým čenichem. Samice bývají o něco větší než samci. Srst je drsná, ocas má však šupinatou strukturu a porostlý je pouze řídkou srstí. Zbarvení je obecně černé, hlava je bělavá, s černými znaky v blízkosti očí. Ocas má částečně světlou barvu. Existují však i formy, které mají tělo pokryté celistvě bílou srstí.

## Chování
Srstín krysí je noční, samotářský druh hmyzožravce. Není příliš náročný na přirozené prostředí, často však sídlí na březích řek a potoků. Může být částečně vodní. Je to samotářsky žijící zvíře, agresivní vůči ostatním jedincům stejného druhu. Území, především pak okolí hnízda, si značí výměšky vylučovanými z análních žláz. Tyto sekrety jsou velmi aromatické a páchnou po česneku. Srstín krysí se většinou skrytě, ale svižně pohybuje pod podemletými břehy, mezi kořeny stromů a v husté vegetaci, kde pátrá po potravě. Loví především bezobratlé žijící na souši či na okrajích vodních toků, tj. červy, různý hmyz, kraby, krevety, plže a další, může se však živit i některými obratlovci, jako jsou ryby.

## Rozmnožování
Rozmnožovací systém je pravděpodobně polygynní, tj. jeden samec se páří s více samicemi. Samice mohou mít až dva vrhy ročně, rodí průměrně dvě mláďata, která po narození měří asi 8 cm a váží 15 g. Březost trvá 35–40 dnů.

## Ohrožení
Navzdory tomu, že původní stanoviště v jihovýchodní Asii rychle ustupují lidským činnostem, srstín krysí se nezdá býti vážně ohrožen a Mezinárodní svaz ochrany přírody jej považuje za málo dotčený druh.